# Гребінківська міська рада
Гребінківська міська рада — орган місцевого самоврядування у Гребінківському районі Полтавської області з центром у місті Гребінка. Окрім міста Гребінки інших населених пунктів раді не підпорядковано.

## Географія
Територією, що підпорядкована міській раді, протікає річка Гнила Оржиця.

## Історія
Утворено 21 листопада 1959 року.

## Влада
Загальний склад ради — 30
Міські голови (голови міської ради)
- Колісніченко Віталій Іванович

25.10.2015 — зараз
- Мілевський Федір Григорович[1]

31.10.2010 — 24.10.2015
- Брижіцький Петро Омелянович[2]

31.03.2006 — 31.10.2010